# Bajbuzy
Bajbuzy (ukr. Байбузи) – wieś na Ukrainie, w obwodzie czerkaskim, w rejonie czerkaskim, w hromadzie Moszny. W 2001 liczyła 1765 mieszkańców, spośród których 1735 wskazało jako ojczysty język ukraiński, a 30 rosyjski.